# Aberranta banyulensis
Aberranta banyulensis är en ringmaskart som beskrevs av Mackie, Pleijel och Rouse 2005. Aberranta banyulensis ingår i släktet Aberranta och familjen Aberrantidae. Inga underarter finns listade i Catalogue of Life.